# Gioúra
Gioúra (en grec moderne : Γιούρα) est une île grecque inhabitée à l'est des Sporades. Elle fait partie administrativement de la municipalité d'Alonissos. 
Lors du recensement de 1991, elle comptait encore un habitant, ce qui en faisait le plus petit district municipal de Grèce, en nombre d'habitants. Elle est aujourd'hui abandonnée.
À l'est se trouve l'île de Pipéri.